# Sverok
Sverok – Spelkulturförbundet är en organisation med 40 000 medlemmar i 2000 anslutna föreningar. Brädspel, figurspel, samlarkortspel, rollspel, konfliktspel, e-sport, LAN, TV- och datorspel, airsoft, Anime och manga, levande rollspel (lajv), paintball och fantastik utgör de huvudsakliga hobbygrenarna. Förbundet grundades 1988 under namnet Sveriges roll- och konfliktspelsförbund (Sverok) men har sedan dess tagit förkortningen som enda namn för att förbundet numera omfattar många fler verksamhetsgrenar än vid uppstarten. Sverok har vuxit sedan dess, både i medlemsantal och bredd på verksamheten. Sverok klassas av statliga Myndigheten för ungdoms- och civilsamhällesfrågor (MUCF) som ungdomsförbund då över 60% av förbundets medlemmar består av ungdomar i åldrarna 6–25 år. Sverok är bland annat medlemsorganisation i Studiefrämjandet, LSU, CAN, Våra gårdar, Ideell arena, Ax och Giva Sverige.

## Organisation
Sverok består av ca 2000 fristående medlemsföreningar, vilka sammanlagt har ca 40 000 föreningsmedlemmar. Organisationen styrs av en styrelse som inom Sverok kallas förbundsstyrelsen och förkortas oftast till FS. Utöver detta har Sverok ett administrativt kansli i Stockholm med ca 15 anställda som hanterar ekonomi och föreningsadministration. Sverok arvoderar även sin ordförande på heltid.
Till detta kommer även ett antal arbetsgrupper som jobbar på ideell basis på uppdrag av förbundsstyrelsen.

### Riksmötet
Sveroks högsta beslutande organ är Sveroks årsmöte, som inom organisationen kallas för Riksmötet, förkortat RM. På Riksmötet så representeras föreningarna av minst 101 ombud. De anslutna föreningarna har vid Riksmötet direkt beslutanderätt vad såväl riksorganisationen skall ha för verksamhet och vilket fokus denna skall ha samt vilka som ska ingå i styrelsen.
Styrelsen ska enligt Sveroks stadgar ha 5–9 ledamöter, en ordförande, en vice ordförande samt en andre vice ordförande. Riksorganisationens och distriktens möjlighet till inverkan i den egna organisationens och de anslutna föreningarnas verksamhet är i stort begränsad då varken förbundsstyrelsen eller distrikten har någon rösträtt i föreningarnas verksamhet.

### Förbundsstyrelsen
Förbundsstyrelsen inom Sverok, FS, består av: 5–9 ledamöter, en ordförande, en vice ordförande samt en andre vice ordförande. De tre sistnämnda utgör Sveroks verkställande utskott som har i uppgift att genomföra alla de förslag som riksmötet ålägger FS. En ledamot i styrelsen kan ett specifikt ansvarsområde. Exempel på ansvarsområden: ekonomiansvarig, distriktsansvarig, föreningsansvarig och personalansvarig.

### Distrikt
Sverok är indelat i tolv distrikt som till ytan omfattar hela landet. Den geografiska uppdelningen av distrikten utgår till stor del från Sveriges landsting. Medlemmar i distrikten är de Sverok-anslutna föreningar som har säteskommun inom de landsting som utgörs av respektive distrikt.

#### Lista över distrikt
- Sverok Norrbotten, Norrbottens län
- Sverok Västerbotten, Västerbottens län.
- Sverok Nedre Norrland, Västernorrlands och Jämtlands län.
- Sverok GävleDala, Dalarnas och Gävleborgs län.
- Sverok Svealand, Värmlands och Örebro län
- Sverok Mälardalen, Södermanlands, Uppsala och Västmanlands län.
- Sverok Stockholm-Gotland, Stockholms och Gotlands län.
- Sverok Östergötland, Östergötlands län.
- Sverok Jönköping-Kronoberg, Jönköpings och Kronobergs län.
- Sverok Kalmar-Blekinge, Kalmar län och Blekinge län.
- Sverok Väst, Västra Götalands och Hallands län
- Sverok Skåne, Skåne län

### Ekonomi
Förbundet får bidrag ifrån Myndigheten för ungdoms- och civilsamhällesfrågor, avrundat till närmaste tusental SEK:
| År                       | 2020       | 2019       | 2018       | 2017       | 2016      | 2015       | 2014       | 2013       | 2012      | 2011       |
| Organisationsbidrag MUCF | 13 885 000 | 12 475 000 | 17 162 000 | 18 550 000 | 9 940 000 | 10 665 000 | 13 210 000 | 15 312 000 | 7 141 000 | 18 424 000 |
| Projektbidrag MUCF       | 0          | 0          | 0          | 647 000    | 579 000   | 500 000    | 0          | 0          | 989 000   | 500 000    |

## Projekt

### Får du spel?
Får du spel? var ett projekt finansierat av CVE (Centrum mot våldsbejakande extremism) med målet att kartlägga hur våldsbejakande extremister och andra antidemokratiska aktörer kan påverka och rekrytera unga på online-spelplattformar. I slutet av 2023 så publicerades en rapport med resultatet från kartläggningen. Rapporten fick stor uppmärksamhet och har bland annat använts som underlag i debatt i Sveriges Riksdag samt som underlag till Nationell strategi mot våldsbejakande extremism och terrorism – förebygga, förhindra, skydda och hantera (Skrivelse 2023/24:56).

### Svenska e-sportcupen
Svenska e-sportcupen startades under 2013 på initiativ av Sverok och förbundets föreningar. Turneringen bestod av tre delfinaler och en stor final och det tävlades i tre spel: Counter-Strike: Global Offensive, Call of Duty: Black Ops II och Starcraft 2: Heart of the Swarm. Finalerna direktsändes i TV4 Play.

### Sverok TV
Sverok TV var ett webbvideoprojekt, finansierat av Almänna arvsfonden. Projektet började 2018 och pågick till 2021. Målet med projektet var att långsiktigt skapa en mer välkomnande attityd och kultur online via Sveroks twitch och YouTube kanal som har ett fokus på inkludering, mångfald och likabehandling. Projektet gav genom Sveroks kanaler en plattform till föreningar och enskilda spelare för att sprida sin verksamhet. 

## Årets spelare
Årligen delar Sverok ut utmärkelsen Årets spelare till individer som gjort extraordinära insatser för att sprida spelhobbyn. 
- 2009 - Karl Ytterberg och Jan Persson[15]
- 2010 - Johanna Koljonen[16]
- 2011 - Orvar Säfström[17]
- 2012 - Susanne Möller[18]
- 2013 - Sara Johansson och Robin Wilcox[19]
- 2014 - Madeleine Leander[20]
- 2015 - Kim Larsson[21]
- 2016 - Miriam Lundqvist[22]
- 2017 - Åsa Roos[källa behövs]
- 2018 - Johan Linder[23]
- 2019 - Gabrielle de Bourg[24]
- 2020 - Anders & Tove Gillbring[25]
- 2021 - Emma Ershag[26]
- 2022 - Henrik Bergendahl[27]
- 2023 - Anders Jansson[28]
- 2024 - Fanny Theallder[29]

## Sveroks historia

### Sveroks ordförande genom tiderna
- Fredrik Innings 1988–1994
- Jonas Birgersson 1994–1996
- Wiktor Södersten 1996–1997
- Eliot Wieslander 1997–1999
- Karl Nissfelt 1999–2001
- Hanna Jonsson 2001–2003
- Jon Nilsson 2003–2005
- Petra Malmgren 2005–2007
- Aimée Kreuger 2007–2008
- David Gustavsson 2009–2011
- Rebecka Prentell 2012–2014
- Alexander Hallberg 2015–2017
- Anna Erlandsson 2018
- Alexandra Hjortswang 2019–2020
- Max Horttanainen 2021–2023
- Evelina Ferbrache 2024-ff

## Förbundstidningen
Sverok gav tidigare ut förbundstidningen Signaler från Sverok. Tidningen startades 1989 som förbundets nyhetsblad och lades ner 2010.

## Övrigt
NärCon drevs fram till 2012 som en ideel förening inom Sverok. När evenemanget växte tillräckligt skapades NärCon Eventbyrå AB som därefter har varit ansvariga för att arrangera NärCon. Föreningen NärCon omformades 2015 till föreningen Svenska Cosplayföreningen.
Dreamhack startades ursrpungligen som en förening genom Sverok.